# Nadine Schatzl
Nadine Schatzl (n. 19 noiembrie 1993, în München, Germania) este o handbalistă maghiară care joacă pentru clubul Győri Audi ETO KC și echipa națională a Ungariei. Schatzl evoluează pe postul de extremă stânga.
Nadine Schatzl s-a născut la München, Germania, din părinți maghiari. S-au mutat în Germania la sfârșitul anilor 1980 și apoi s-au mutat înapoi în Ungaria când Nadine avea 10 ani. Bunicul ei este de origine șvăbească.

## Palmares

### Club
- Nemzeti Bajnokság I:
  -  Câștigătoare: 2011, 2012

- Magyar Kupa:
  -  Câștigătoare: 2011, 2012, 2017

- Liga Campionilor EHF:
  - Finalistă: 2012